# Paso Jiayu

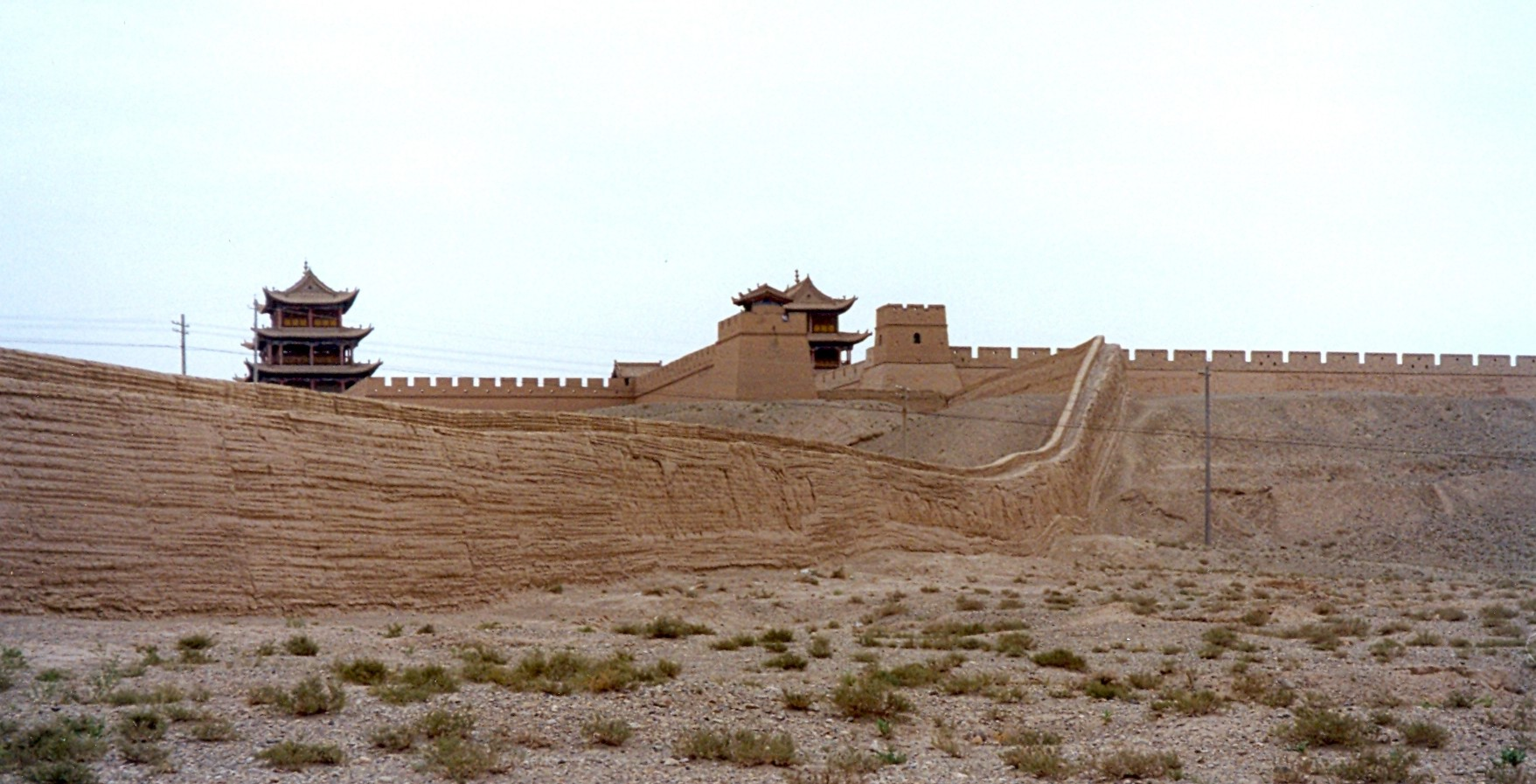
Una sección de la Gran Muralla china cerca del fuerte.

El Paso Jiayu (chino simplificado: 嘉峪关; chino tradicional: 嘉峪关; pinyin: Jiāyù Guan; literalmente "Excelente Paso del Valle") es el primer paso en el extremo oeste de la Gran Muralla China, cerca de la ciudad de Jiayuguan en la provincia de Gansu. También se ha llamado Paso Jiayuguan, sin embargo, esta forma es redundante ya que "guan" significa "paso" en chino. Junto con el Paso Juyong y el Paso Shanhai, es uno de los principales pasos de la Gran Muralla.
En 1987, junto a Shanhaiguan, Jiayuguan es considerado como un elemento individual en la lista del Patrimonio de la Humanidad por la Unesco.

## Ubicación
El paso se encuentra en el punto más estrecho de la sección occidental del corredor de Hexi, 6 kilómetros al suroeste de la ciudad de Jiayuguan, en Gansu. La estructura se encuentra entre dos colinas, una de las cuales se llama Jiayuguan. Se construyó cerca de un oasis en el extremo occidental de China.

## Descripción

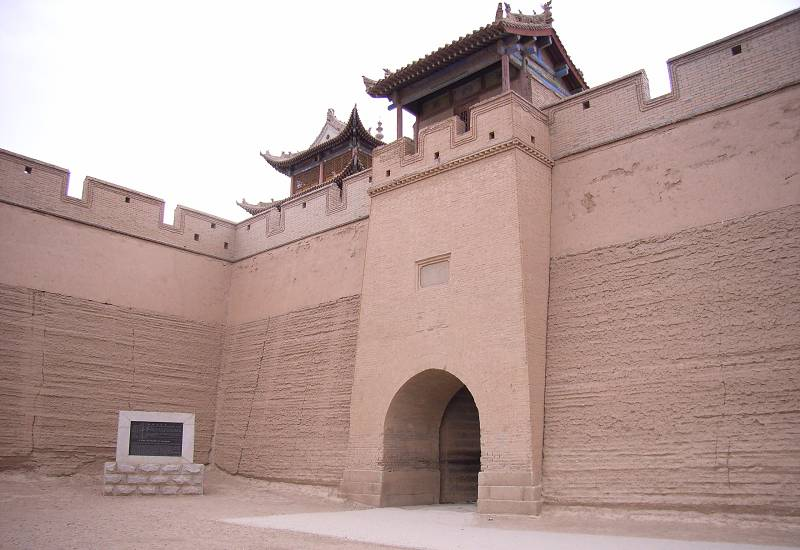
Parte del muro de tierra apisonada (con el nivel superior de ladrillo de barro) que se encuentran en Jiayuguan.

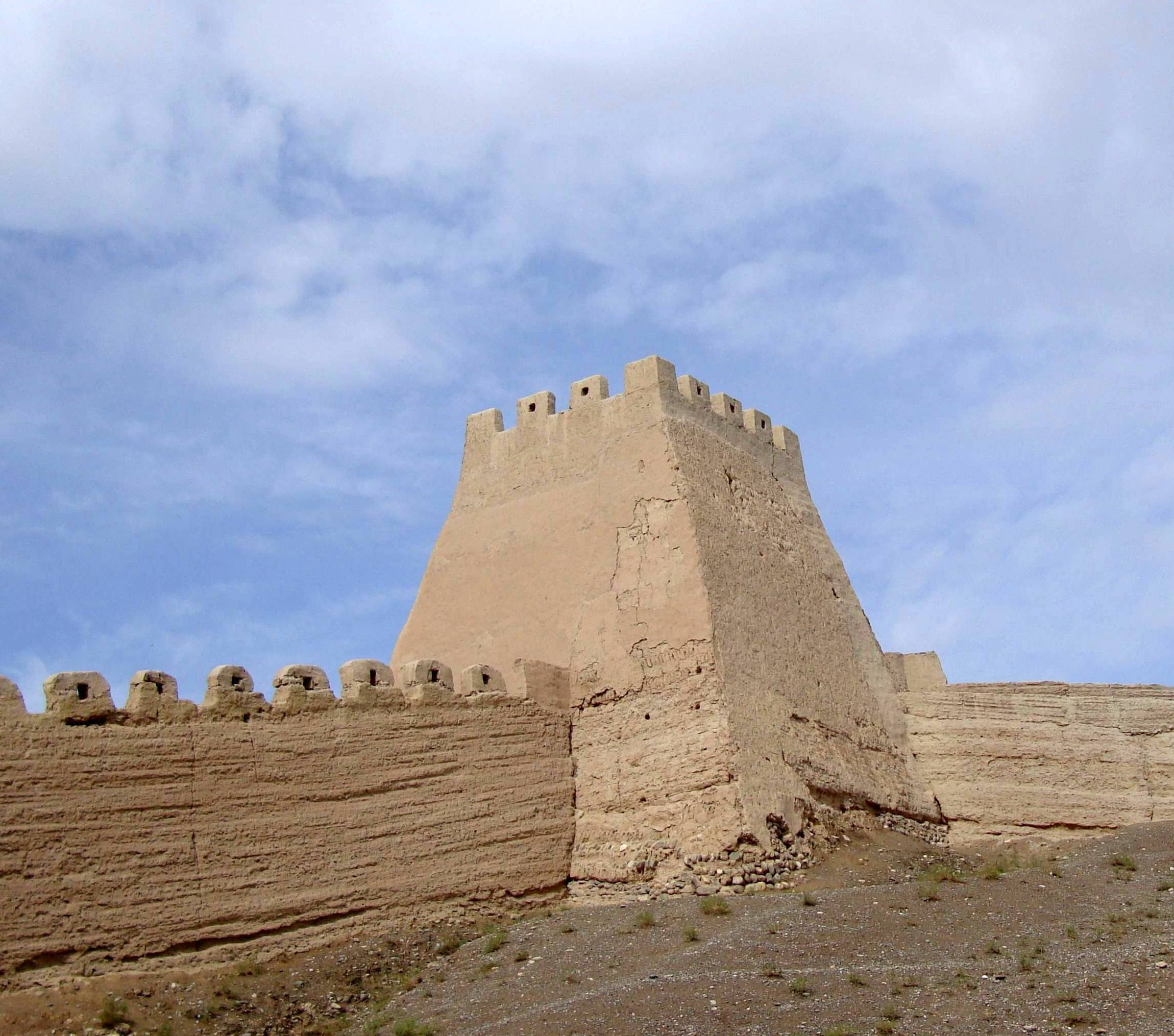
Una torre de esquina, sin ningún trabajo de restauración realizado en esta sección.

El paso es de forma trapezoidal, con un perímetro de 733 metros y una superficie de más de 33.500 metros cuadrados. La longitud total de la muralla de la ciudad es 733 metros y la altura es de 11 metros.
Hay dos puertas: una en el lado este del paso, y el otro en el lado oeste. En cada puerta hay un edificio. Una inscripción de "Jiayuguan" en chino se escribe en la construcción en la puerta oeste. Los lados sur y norte del de acceso están conectados a la Gran Muralla. Hay una torre en cada esquina del paso. En el lado norte, dentro de las dos puertas, hay grandes carreteras que conducen a la parte superior del paso.

## Historia

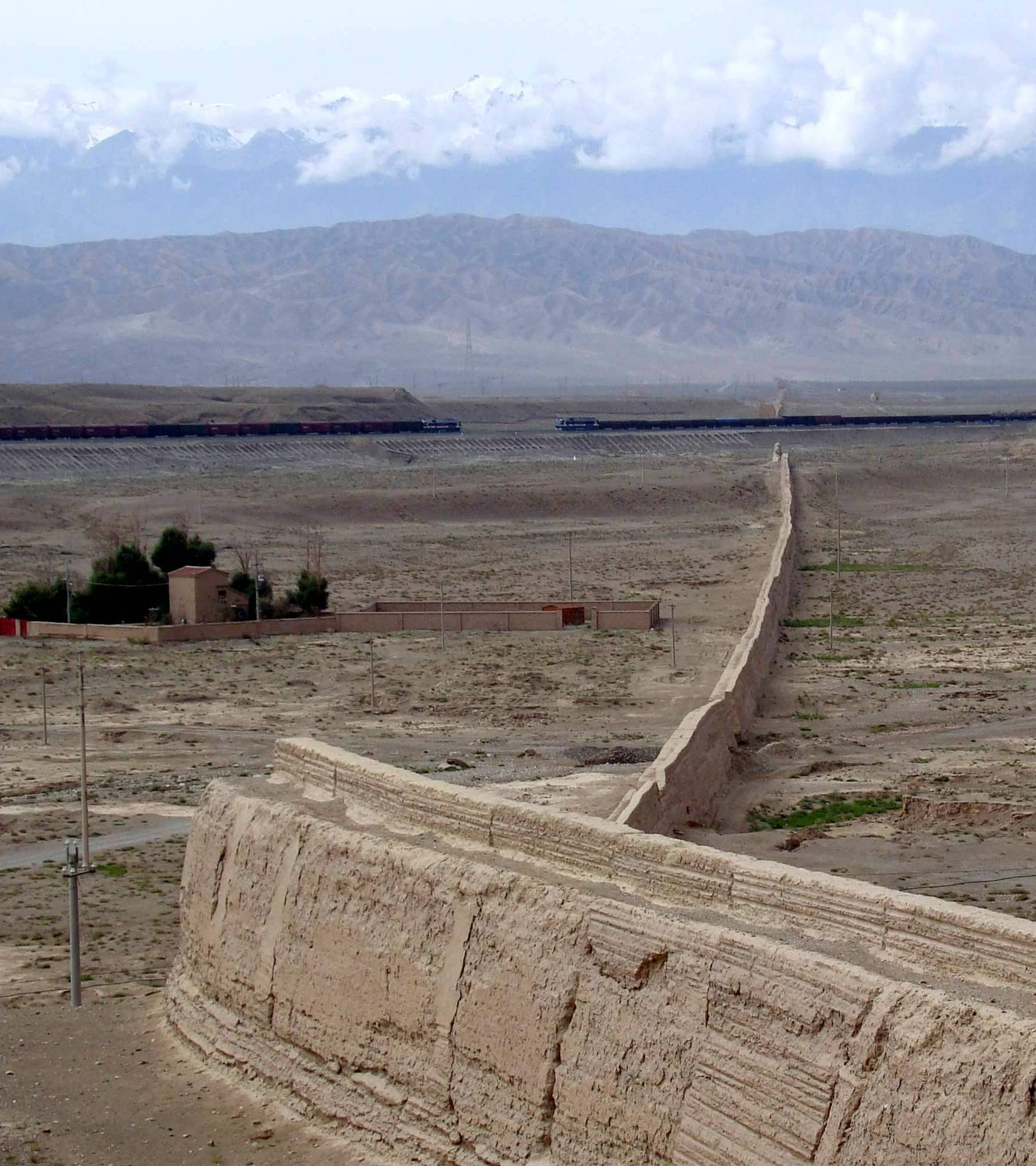
La Gran Muralla China cerca de Jiauguan.

La estructura fue construida durante la primera dinastía Ming, alrededor del año 1372. La fortaleza se había reforzado en gran medida debido al temor de una invasión por Tamerlán el turco, pero éste murió de vejez mientras lideraba un ejército hacia China.

## Importancia

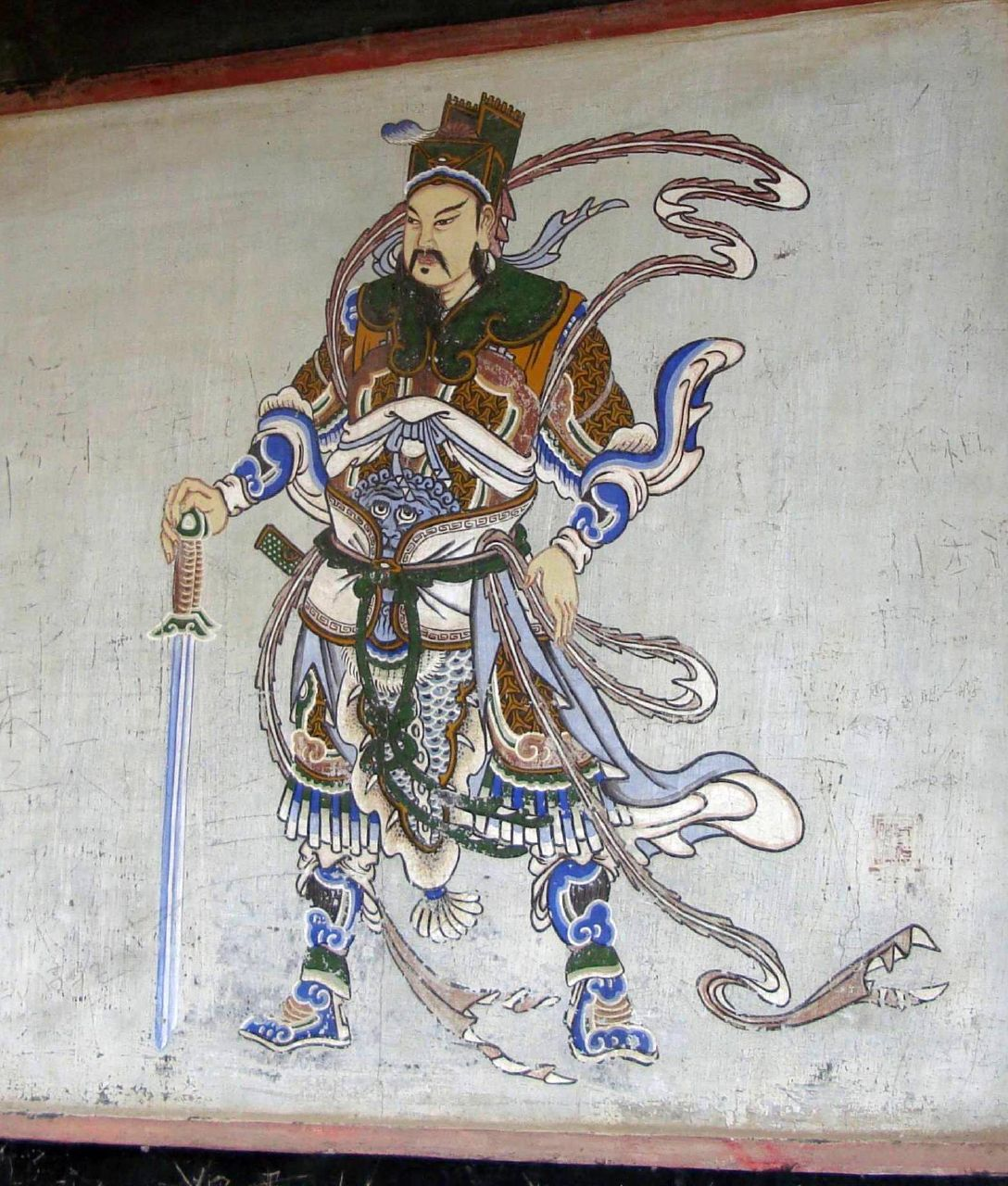
Pintura de un militar en una puerta del fuerte.

Entre los pasos de la Gran Muralla, Jiayuguan es el más intacto de la antigua edificación militar. El paso también conocido con el nombre de "primer y mayor paso bajo el cielo" (chino: 天下第一雄关), no debe confundirse con el "Primer Paso bajo el Cielo" (chino: 天下第一关), un nombre del Paso Shanhai en el extremo oriental de la Gran Muralla, cerca de Qinhuangdao, en Hebei.
Alrededor de Jiayuguan hay pocos sitios históricos como en otros lugares de la provincia de Gansu y en la Ruta de la Seda de la que fue parte este paso.